# Euphyia meyricki
Euphyia meyricki là một loài bướm đêm trong họ Geometridae.